# توماس ر. اولسن
توماس ر. اولسن (بالإنجليزية: Thomas R. Olsen)‏ هو ضابط أمريكي، ولد في 28 يونيو 1934 في هيوستن في الولايات المتحدة، وتوفي في 5 يناير 2014 في سمتر في الولايات المتحدة.